# Phaethornis nattereri
Phaethornis nattereri là một loài chim trong họ Trochilidae.